# Polynemoidea varicornis
Polynemoidea varicornis är en stekelart som beskrevs av Girault 1913. Polynemoidea varicornis ingår i släktet Polynemoidea och familjen dvärgsteklar. Inga underarter finns listade i Catalogue of Life.